# Invesco
Invesco — американская инвестиционная компания, входящая в число крупнейших в мире. Основной регион деятельности — США, компания представлена более, чем в 20 странах мира, обслуживает клиентов в Северной Америке, Европе, на Ближнем Востоке и в азиатско-тихоокеанском регионе.
Размер активов под управлением — $876 млрд на 31 июля 2017 года.

## История
В 1964 году Чарльзу Брейди поручили создать трастовое подразделение Citizens & Southern National Bank, в 1971 году оно сменило профиль на предоставление инвестиционных услуг, а с 1978 года стало самостоятельной компанией. В середине 1980-х годов Брейди продал 45 % акций Invesco британской компании Britannia Arrow, также владевшей компанией Montagu Investment Management. Первоначальной целью Брейди было выйти на британский рынок, но партнёрство в 1988 году закончилось полным переходом Invesco под контроль Britannia; на тот момент активы под управлением компании составляли $14 млрд. В 1996 году Invesco объединилась с AIM Management Group, инвестиционной компанией, основанной в 1976 году в Далласе (Техас) с активами под управлением в $61 млрд. Объединённая компания получила название AMVESCAP PLC, её активы под управлением составляли около $200 млрд. Деятельность вне США была увеличена с покупкой в 1998 году LGT Asset Management, компании, управлявшей международными взаимными фондами. С покупкой в 2000 году Trimark Financial Corporation Invesco стала крупнейшей компанией по предоставлению финансовых услуг Канады. Репутации компании нанесло существенный урон расследование о нарушениях в работе с ценными бумагами двух фондов компании и лично её главного исполнительного директора, начатое прокуратурами штатов Нью-Йорк и Колорадо, а также Комиссией по ценным бумагам и биржам. По результатам расследования компания заплатила штраф в размере $450 млн.

## Деятельность
На конец 2015 году размер активов под управлением составлял $775.6 млрд, из них 66 % пришлось на вкладчиков из США, 13,4 % — из Великобритании, 9,7 % — из остальной Европы, 8,2 % — из Азии и 2,8 % — из Канады. Около трети составили вклады институциональных инвесторов. По типам активов, в которые инвестировались эти вклады, около половины (47,8 %) составили акции компаний, около четверти (24,2 %) — облигации, остальное — смешанные счета и денежные средства. Средняя доходность активов под управлением Invesco составляет около 45 %.
В 2015 году Invesco заняла 24-е место среди крупнейших инвестиционных компаний мира по размеру активов под управлением ($775.6 млрд).
Компания оказывает доверительное управление институциональным клиентам через дочернюю компанию Invesco Advisers, Inc. с активами $270 млрд.
В Китае компания осуществляет деятельность через две совместные компании:
- Invesco Great Wall — доля составляет 49 %, активы под управлением — $14,7 млрд.
- Huaneng Capital Services — доля составляет 50 %, в основном занимается инвестициями в электростанции.[1]

## Руководство
- Бен Джонсон III (Ben F. Johnson III) — председатель правления с 2014 года, в компании с 2009 года.

- Мартин Флэнаган (Martin L. Flanagan) — главный исполнительный директор и президент с 2005 года, до этого работал в Franklin Templeton.

## Акционеры
Крупнейшие владельцы акций Invesco на 31 марта 2017 года.
| Название акционера                                 | Количество акций | Процент |
| -------------------------------------------------- | ---------------- | ------- |
| The Vanguard Group, Inc.                           | 40 096 178       | 9.86    |
| State Street Global Advisors, Inc.                 | 19 457 316       | 4.78    |
| UBS Securities LLC                                 | 18 604 603       | 4.57    |
| Capital Research and Management Company, Inc.      | 12 748 200       | 3.13    |
| J.P. Morgan Investment Management Inc.             | 10 981 317       | 2.70    |
| BlackRock Institutional Trust Company, N.A.        | 10 180 000       | 2.50    |
| Mellon Capital Management Corporation              | 9 366 696        | 2.30    |
| American Century Investment Management, Inc.       | 9 005 772        | 2.21    |
| Highfields Capital Management L.P.                 | 8 241 230        | 2.02    |
| Wellington Management Company LLP                  | 6 655 498        | 1.63    |
| BlackRock Fund Advisors                            | 6 130 000        | 1.50    |
| Columbia Management Investment Advisers, LLC       | 5 473 904        | 1.34    |
| Sound Shore Management, Inc.                       | 5 145 083        | 1.26    |
| Goldman Sachs Asset Management, L.P.               | 5 087 288        | 1.25    |
| State Street Global Advisors (Australia) Limited   | 4 775 374        | 1.17    |
| Lord, Abbett & Co. LLC                             | 4 705 336        | 1.15    |
| Northern Trust Investments, Inc.                   | 4 587 544        | 1.12    |
| T. Rowe Price Associates, Inc.                     | 4 485 423        | 1.10    |
| Kiltearn Partners LLP                              | 4 163 000        | 1.02    |
| BlackRock Investment Management (UK) Limited       | 4 100 000        | 1.00    |
| Geode Capital Management, LLC                      | 3 979 764        | 0.97    |
| Citadel Advisors LLC                               | 3 690 616        | 0.90    |
| The Manufacturers Life Insurance Company           | 3 048 104        | 0.74    |
| Merrill Lynch, Pierce, Fenner & Smith Inc.         | 2 919 195        | 0.71    |
| Perkins Investment Management, LLC                 | 2 854 957        | 0.70    |
| Dimensional Fund Advisors, L.P.                    | 2 724 702        | 0.66    |
| Pzena Investment Management, LLC                   | 2 512 119        | 0.61    |
| Pioneer Investment Management, Inc.                | 2 238 388        | 0.55    |
| Legal & General Investment Management America Inc. | 2 100 821        | 0.51    |
| Sterling Capital Management LLC                    | 2 050 735        | 0.50    |
| Norges Bank Investment Management                  | 1 976 671        | 0.48    |
| ClearBridge Investments, LLC                       | 1 929 610        | 0.47    |
| Two Sigma Advisers, LP                             | 1 692 288        | 0.41    |
| Guggenheim Partners Investment Management, LLC     | 1 669 397        | 0.41    |
| UBS Asset Management (Americas) Inc.               | 1 558 878        | 0.38    |
| RBC Asset Management, Inc.                         | 1 507 368        | 0.37    |
| Parametric Portfolio Associates LLC                | 1 480 845        | 0.36    |

## Дочерние компании
- Invesco Advisers, Inc.
- Invesco Real Estate Financial Group
- Invesco National Trust Company
- Invesco PowerShares Capital Management LLC